# Herb gminy Widawa
Herb gminy Widawa – symbol gminy Widawa.

## Wygląd i symbolika
Herb przedstawia na tarczy w polu czerwonym zamek murowany, srebrny o jednej wieży głównej i dwóch bocznych, niższych. Każda wieża o trzech blankach i jednym oknie łukowym. W bramie zamku brona.
Zamek przypomina o niegdysiejszych prawach miejskich Widawy.